# Gedenksteen 150 jaar C. Kersten & Co
De gedenksteen voor 150 jaar C. Kersten & Co staat rechts voor de Grote Stadskerk aan de Steenbakkerijstraat in Paramaribo.
Het monument werd vermoedelijk op of rond het 150-jarige jubileum van de firma C. Kersten & Co op 29 juni 1918 onthuld. In dat jaar woedde de Eerste Wereldoorlog waardoor er geen feestelijkheden werden georganiseerd. Wel was er een receptie in de eetzaal en was er een tentoonstelling met onder meer de boekhouding uit 1765, drie jaar voordat het bedrijf werd opgericht. Het bedrijf had in 1918 het archief van de boekhouding nog nagenoeg compleet kunnen houden. De belangstelling voor het jubileum was groot, met als aanwezigen onder meer gouverneur Gerard Johan Staal, Statenleden en hoofdambtenaren.
Het monument bestaat uit een gedenksteen die in een muurtje van baksteen is ingemetseld. De gedenksteen stond aanvankelijk op de grens van de kerk en het warenhuis. Toen het warenhuis rond 2014 werd verkocht en als nieuwe naam Suriname Times Mall kreeg, verdween het gedenkteken in een nieuw-gebouwde opslagplaats voor gasflessen. Het werd hier op 14 juni 2018 uit getakeld en aan de rechterkant voor de kerk geplaatst. De tekst op de gedenksteen luidt:
| 1768 - 29 - juni - 1918 Ter nagedachtenis aan Christoph Kersten werd dit gedenkteeken opgericht door het Surinaamsche personeel der firma |